# Daniel Moulinet
Pour les articles homonymes, voir Moulinet.
Daniel Moulinet est un historien français né le 9 janvier 1957, spécialiste d'histoire contemporaine.

## Biographie
Prêtre du diocèse de Moulins, ordonné en 1985, il est professeur à l'Université catholique de Lyon (Faculté de théologie) où il enseigne depuis 1996, directeur du Service des archives et directeur-adjoint de la bibliothèque de cette même université. Il est membre de l'équipe de recherche RESEA (REligions Sociétés Et Acculturation) du laboratoire de recherche historique Rhône-Alpes (LARHRA UMR CNRS 5190). Il travaille spécialement sur l'histoire religieuse de la France contemporaine, notamment le courant catholique intransigeant du XIXe siècle et le concile Vatican II.
Il est président-fondateur de l'association des Amis du Patrimoine Religieux en Bourbonnais, membre du jury du prix Emile Mâle et du Conseil scientifique des Œuvres pontificales missionnaires, membre du Conseil d'administration de la Société d'histoire religieuse de la France, expert au FNRS (Belgique), responsable des archives historiques et de la bibliothèque diocésaine de l'évêché de Moulins.

## Publications

### Ouvrages
- Les Classiques païens dans les collèges catholiques ? Le combat de Mgr Gaume, (Histoire religieuse de la France, 6), Paris, Le Cerf, 1995, 485 p.
- Sources et méthodes en histoire religieuse, Lyon, Profac, 2000, 192 p.
- Béatifiés de l’an 2000. Pie IX, Jean XXIII, Guillaume-Joseph Chaminade, Dom Columba Marmion, Tommaso Reggio, Paris, Éditions Salvator, 2000, 204 p.
- Guide bibliographique des sciences religieuses, Paris, Salvator, 2000, 488 p.
- Le Concile Vatican II, (Tout simplement, 34), Paris, Éditions de l’Atelier, 2002, 192 p.
- La Séparation des Églises et de l’État en Bourbonnais, Yzeure, Amis du Patrimoine Religieux en Bourbonnais, 2004, 283 p.
- Genèse de la laïcité. À travers les textes fondamentaux de 1801 à 1959 (Droit civil ecclésiastique), Paris, Le Cerf, 2005, 303 p.
- Laïcat catholique et société française. Les Comités catholiques (1870-1905) (« Histoire religieuse de la France », 33), Paris, Le Cerf, 2008, 592 p.
- Au cœur du monde. Henri Chaumont, un prêtre dans l’Esprit de Jésus, Éd. Beaurepaire – Société Saint-François-de-Sales, 2010, 292 p.
- Vatican II raconté à ceux qui ne l’ont pas vécu, Paris, Éditions de l’Atelier, 2012, 111 p.
- L’Église catholique à Montluçon au XXe siècle, Yzeure, APRB, 2012, 478 p.
- Prêtres soldats dans la Grande Guerre. Les clercs bourbonnais sous les drapeaux, Rennes, Presses universitaires de Rennes, 2014, 336 p. ill.
- Université catholique de Lyon. Entre passé et avenir, Toulouse, Privat, 2015, 160 p. ill.
- L’Église, la guerre et la paix, Paris, Le Cerf, 2016, 265 p.
- La liturgie catholique au XXe siècle (« Bibliothèque Beauchesne »), Paris, Beauchesne, 2017, 331 p.
- Actions et doctrines sociales des catholiques (1830-1930), Le Cerf, 2021, 216 p.
- Histoire de la vie religieuse, Le Cerf, 2023, 324 p.

### Ouvrages en collaboration
- Nadine-Josette Chaline, Gardiens de la mémoire. Les monuments aux morts de la Grande Guerre dans l’Allier, Yzeure, Amis du Patrimoine religieux en Bourbonnais, 2008, 328 p.
- Direction de : Vitraux du XIXe siècle en Bourbonnais-Auvergne, Yzeure, Amis du Patrimoine religieux en Bourbonnais, 1992, 145 p.
- Direction de : L’Histoire en christianisme. Hommage à Jean Comby, Lyon, Profac, 2002, 116 p.
- Direction de : La Séparation de 1905 : les hommes et les lieux, Paris, Éd. de l’Atelier, 2005, 274 p.
- Direction de : Théologie et politique. Cent ans après la loi de 1905, Lyon, Profac, 2007, 326p.
- Codirection de : Le Diaconat permanent. Relectures et perspectives (« Théologies  »), Paris, Le Cerf, 2007, 375 p.
- Codirection de : Jubilé et culte marial (Moyen Âge – Époque contemporaine), Publications de l’université de Saint-Étienne, 2009, 460 p.
- Direction de : Chanter en Église, (Le point théologique, 65), Paris, Beauchesne, 2018, 179p.
- En collaboration avec Jean-François Luneau : Nouveau regard sur les vitraux dans le département de l’Allier, Souvigny, Musée de Souvigny, 258p.
- Codirection de : Lyon. Une université dans sa ville, Lyon, Libel, 2018, 488p.

### Comme éditeur
- Édition de Paul Pelletier, Pierre Simon de Dreux-Brézé, évêque de Moulins (1850-1893), Charroux, Éditions des Cahiers Bourbonnais, 1994, 482 p.
- Édition (en collaboration avec Jean-Noël Dumont) de : Charles de Montalembert : L'Église libre dans l'État libre, précédé des Intérêts catholiques au XIXe siècle (La nuit surveillée), Paris, Le Cerf, 2010, 475 p.
- Adaptation française de Manfred Heim, Les dates-clés de l’histoire de l’Église, Paris, Salvator, 2007, 352 p.
- Édition de Michel Cancouët, L’Afrique au Concile. Journal d'un expert, Rennes, Presses universitaires de Rennes, 2013, 240 p.

### Articles
- « Bilan historiographique sur la séparation des Églises et de l’État en France », dans L’État sans confession. La laïcité à Genève (1907) et dans les contextes suisse et français (Michel Grandjean et Sarah Scholl dir.), (« Histoire et société », 51), Genève, Labor et Fides, 2010, p. 139-170.
- « Réactions catholiques face aux tentatives d’union des Églises au début du XXe siècle », La Conférence missionnaire mondiale Édimbourg 1910. Histoire et missions chrétiennes, n° 13, mars 2010, p. 137-154.
- « Le groupe Chevalier et les réseaux lyonnais », dans Humanisme et philosophie citoyenne. Joseph Vialatoux et Jean Lacroix (Emmanuel Gabellieri et Paul Moreau dir.), Paris, DDB – Lethielleux, 2010, p. 181-202.
- Notices “Bougon”, “Gonon”, “Jacquin”, “Penon”, “Quelen”, Dictionnaire des évêques de France au XXe siècle, (Dominique-Marie Dauzet et Frédéric Le Moigne dir.), Paris, Le Cerf, 2010, p. 94-95, 305-306, 354-355, 518, 551-552.
- « L’engagement des laïcs catholiques au XIXe siècle », dans Les Laïcs en mission ecclésiale, Esprit et vie, hors série n° 2, novembre 2010, p. 19-36.
- « Jean-Marie Vianney, figure de prêtre, et sa réception dans l’histoire », Théophilyon, 2010, XV-2, p. 421-450.
- Notices : « Montaignac (Louise de) », « Noaillat (Marthe de) », « Raffin (Louise de) », « Tamisier (Émilie) », dans  Anne Cova et Bruno Dumons (dir.), Destins de femmes. Religion, culture et société France XIXe – XXe siècles, (Mémoire chrétienne au présent), Paris, Letouzey et Ané, 2010, p. 290-292, 301-302, 339-340, 413-415.
- « Débats autour du culte des images en Église », Lignes de crêtes, n°10, (2010), p. 18-19.
- « El santo cura de Ars como figura de sacerdote y su recepción en la historia », dans : Gabina Uribarri Bilbao dir., El Ser sacerdotal. Fundamentos y dimensiones constitutivas,  (Publicaciones de la Universidad pontificia Comillas, Teología, 02), Madrid, San Pablo – Universidad pontificia Comillas, 2010, p. 265-283.
- « Lacordaire : un catholique libéral », Lumière et vie, tome LX-1, p. 57-66.
- « Le curé d’Ars et la Vierge Marie », María en los caminos de santidad cristiana. Ephemerides mariologicae, LXI-1, (janvier-mars 2011), p. 33-46.
- « Regard rétrospectif sur l’apostolat des laïcs en France », Esprit et vie, n°237, juillet 2011, p. 13-22, n°238, août 2011, p. 10-20.
- « Le diocèse de Lyon et la loi de Séparation 1905 », La Grâce d’une cathédrale. Lyon primatiale des Gaules, (Philippe Barbarin dir.), Strasbourg, La Nuée bleue, 2011, p. 443-449.
- « Émile Hilaire Amagat (1841-1915) », Revue de l’Université catholique de Lyon, n°20, 2011, p. 87-90.
- « Autour de Charles de Montalembert : un parti catholique ? », Les catholiques et la démocratie, (Jean-Noël Dumont dir.), Lyon, Le collège supérieur, 2012, p. 29-51.
- « Réflexions sur l’herméneutique de Vatican II », La Documentation catholique, n°2483, 5 février 2012, p. 145-148.
- « Les Comités catholiques. Pour la restauration d’une monarchie chrétienne en France ? », “Blancs” et contre-révolutionnaires en Europe. Espaces, réseaux, cultures et mémoires (fin XVIIIe – début XXe siècles) (Bruno Dumons et Hilaire Multon dir.), (« Collection de l’École française de Rome »), Rome, École française, 2011, p. 295-305.
- « Charles de Montalembert et Louis Veuillot », Charles de Montalembert et ses contemporains, (Jean-Noël Dumont dir.), (La nuit surveillée), Paris, Le Cerf, 2012, p. 67-84.
- “Regard sur l’histoire de l’Église catholique à Montluçon au XXe siècle”, Bulletin des Amis de Montluçon, n° 63 (2012), p. 7-28.
- “Le synode des évêques sur les laïcs de 1987”, Théophilyon, XVII-1, 2012, p. 153-171.
- “L’Université catholique de Lyon des origines au milieu du XXe siècle”, Les universités et instituts catholiques. Regards sur leur histoire (1870-1950), (Guy Bedouelle et Olivier Landron dir.), Paris, Parole et Silence, 2012, p. 35-50.
- “Vatican II et les signes des temps”, Spiritus, 208, septembre 2012, p. 263-270 ; trad. espagnole, Spiritus. Edicion hispanoamericana, 208, septembre 2012, p. 97-103.
- “Mgr Odon Thibaudier (1823-1892)”, Revue de l’Université catholique de Lyon, n° 22, 2012, p. 71-73.
- “La liberté religieuse comme refus de domination”, Lignes de crêtes, n°17, octobre-décembre 2012, p. 19-20.
- “Sources et élaboration de l’histoire du concile Vatican II”, Archives de l’Église de France, n°78, 2e semestre 2012, p. 27-29.
- “Un concile, pour quoi faire ?”, Vatican II, un concile pour le monde, Monaco, Archevêché de Monaco, 2013, p. 15-31.
- L’usage de la notion de ‘signes des temps’ au concile Vatican II”, Signes des temps, traces de Dieu. Théophilyon, tome XVIII, vol. 1, 2013, p. 27-44.
- “Notes pour servir à l’histoire des églises de Neuilly-le-Réal, Saint-Pourçain-sur-Besbre et Vaumas, visitées lors de l’excursion du mois de juin 2013”, Nos églises bourbonnaises, n° 26 (2013), p. 25-90.
- “Les Comités catholiques et l’apprentissage de la modération (1870-1905)”, Les « chrétiens modérés » en France et en Europe, 1870-1960, (Jacques Prévotat et Jean Vavasseur-Desperriers dir.), Villeneuve d’Ascq, Presses universitaires du Septentrion, 2013, p. 179-193.
- “Le concile Vatican II dans la province d’Auvergne”, Actes des journées Anniversaire Vatican II, Clermont-Ferrand, ITA, 2013, p. 19-32.
- “Montalembert et le défi du choix de la liberté”, Montalembert pensatore europeo, (Manuel Ceretta et Mario Tesini dir.), Roma, Ed. Studium, 2013, p. 289-306.
- “La résistance spirituelle à la lecture des Cahiers du témoignage chrétien”, Résistance de l’esprit – esprit de Résistance. Échos saléviens, n° 21, Annecy, La Salévienne, 2014, p. 95-103.
- “Emmanuel Mounier à la prison Saint-Paul de Lyon”, Revue de l’Université catholique de Lyon, n° 25, juin 2014, p. 9-16.
- “Pascal Thomas. Des laïcs acteurs d’une théologie pratique”, Les laïcs prennent la parole. Débats et controverses dans le catholicisme après Vatican II. Actes du colloque 30 janvier – 1er février 2014, (Jean-François Galinnier-Pallerola, Philippe Foro et Augustin Laffay dir.), Paris, Parole et Silence, 2014, p. 183-201.
- “L’église Sainte-Croix [de Gannat] à l’époque contemporaine”, Nos églises bourbonnaises, n°27 (2014), p. 58-86.
- “L’université au fil de l’histoire”, Théophilyon, tome XIX-2, 2014, p. 315-329.
- “De Léon XIII à Pie XI, la référence à la ‘chrétienté’, hier, aujourd’hui, demain”, dans La mémoire chrétienne, une mémoire sélective, (Jean-Marie Gueulette dir.), Paris, Le Cerf, 2015, p. 13-29.
- “Correspondance de guerre de l’abbé Georges Malvielle”, La Feuille de garance, n° 36, juillet 2015, p. 30-45.
- “L’Église et la ‘pastorale de la peur’”, L’inquiétude : peut-on y échapper ? Croire, n° 301, septembre 2015, p. 29-32.
- “Églises et vie religieuse dans la région gannatoise : Charroux, Naves, Veauce, Vicq. Excursion du 8 mai 2015”, Nos églises bourbonnaises, n° 28, novembre 2015, p. 37-108.
- “Prêtres et séminaristes bourbonnais prisonniers de guerre (1914-1918)”, Bulletin de la Société d’histoire et d’archéologie de Vichy et de ses environs, n° 1165, 2e semestre 2015, p. 7-27.
- “L’Université catholique de Lyon de 1965 à nos jours”, 50 ans de catholicisme à Lyon. De Vatican II à nos jours (1965-2015), (Bernadette Angleraud, Valérie Aubourg et Olivier Charelan dir.), (« Histoire des mondes chrétiens »), Paris, Karthala, 2016, 183-195.
- “Mgr Gaume et la conversion finale des juifs”, La mission catholique aux juifs. Émergence, renouvellement et critique du XIXe siècle à nos jours, (Danielle DELMAIRE, Marie-Hélène ROBERT et Olivier ROTA dir.), Paris, Parole et silence, 2016, p. 33-49.
- “Michel Cancouët et son travail d’expert auprès des évêques d’Afrique de l’Ouest”, Michel Cancouët prêtre. Vie eudiste, hors-série, 2016, p. 4-13.
- “Publications liturgiques dans les années quarante en France : la collection « La Clarté-Dieu »”, Liturgie et société. Gouverner et réformer l’Église XIXe – XXe siècle, (Bruno DUMONS, Vincent PETIT, Christian SORREL dir.), (Histoire), Rennes, PUR, 2016, p. 61-71.
- “La réforme de l’Église catholique à Vatican II : une interpellation pour les observateurs protestants ?”, Positions luthériennes, janvier-mars 2016, p. 23-44.
- “Prêtres et séminaristes mobilisé à Lyon durant la Première Guerre mondiale”, Les religions à Lyon et la Première Guerre mondiale, (Jean-Dominique DURAND dir.), Cinisello Balsamo, Silvana Editoriale, 2016, p. 39-53.
- “Églises et vie religieuse dans la région de Montmarault : Blomard, Montmarault, Saint-Marcel-en-Murat, Vernusse, Voussac”, Nos églises bourbonnaises, n°29, novembre 2016, p. 31-97
- “Les Pères de l’Église : un moyen de réformer l’éducation et la société ?”, Le recours aux Pères. Enjeux et débats. Théophilyon, tome XXI-1, (2016), p. 53-70.
- “L’élaboration de la doctrine missionnaire du concile Vatican II”, Quand la mission se cherche. Vatican II et ses prolongements, (Bernadette TRUCHET dir.), (Histoire des mondes chrétiens), Paris, Karthala, 2016, 29-42.
- “La messe pendant la Première Guerre mondiale”, Communio, n°247-248, septembre-décembre 2016, p. 65-89.
- Les débuts de la pensée sociale à Lyon”, Théophilyon, XXII, 2017-1, p. 121-127
- “Regard sur l’histoire de la Faculté de droit”, Revue de l’Université catholique de Lyon, n°31, juin 2017, p. 29-36
- “Églises et vie religieuse dans la région du Donjon : Barrais-Bussolles, Le Donjon, Lenax, Montaiguët-en-Forez”, Nos églises bourbonnaises, n°30, octobre 2017, p. 27-87, 146-157.
- “L’Église, la guerre et la paix, de saint Augustin à Vatican II”, Revue de l’Université catholique de Lyon, n°32, décembre 2017, p. 9-15
- “L’abbé Auguste Limagne, supérieur du collège Saint-Joseph de Montluçon, prisonnier de guerre (1916-1917)”, Bulletin des Amis de Montluçon, n°68 (2017) [paru en 2018], p. 115-136.
- “Chant et réflexion liturgique dans la revue Église qui chante (1957-1996)”, dans Chanter en Église, (D. Moulinet dir.), (Le point théologique, 65), Paris, Beauchesne, 2018, p. 41-53.
- “Regard sur l’histoire de l’Université catholique de Lyon (1875-1960), Lyon. Une université dans sa ville, Lyon, Libel, 2018, p.175-180
- “Émile-Hilaire Amagat (1841-1915)’ », Lyon. Une université dans sa ville, Lyon, Libel, 2018, p. 241-246
- “Les bâtiments”, Lyon. Une université dans sa ville, Lyon, Libel, 2018, p. 373-375.
- “L’accueil des convertis dans l’Église catholique au lendemain de la Seconde Guerre mondiale”, L’accueil des nouveaux convertis dans les communautés chrétiennes, (Marie-Hélène ROBERT dir), Québec, Éditions Saint-Joseph, 2018, p. 111-127.
- “Vie religieuse en Bourbonnais au Moyen Âge”, Bulletin de la Société d’histoire et d’archéologie de Vichy et de ses environs, n°170, 1er semestre 2018, p.49-66.